# Ондулятор

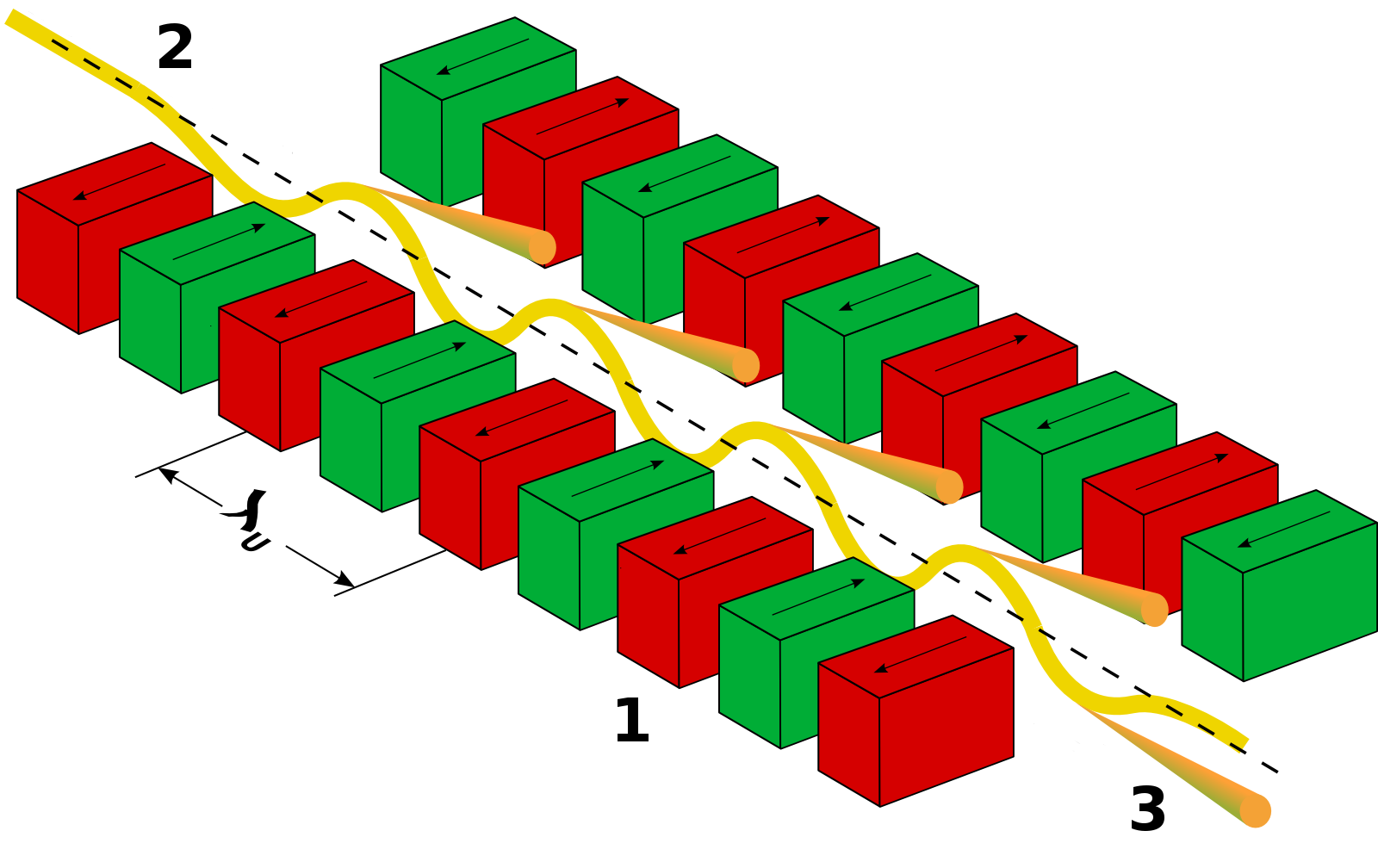
Схематическое изображение ондулятора. 1 — магниты; 2 — электронный пучок; 3 — синхротронное излучение.

Ондуля́тор (от фр. onduler — волноваться, колебаться) — устройство для генерации когерентного синхротронного излучения в электронном накопителе-синхротроне.

## Вигглер vs. ондулятор

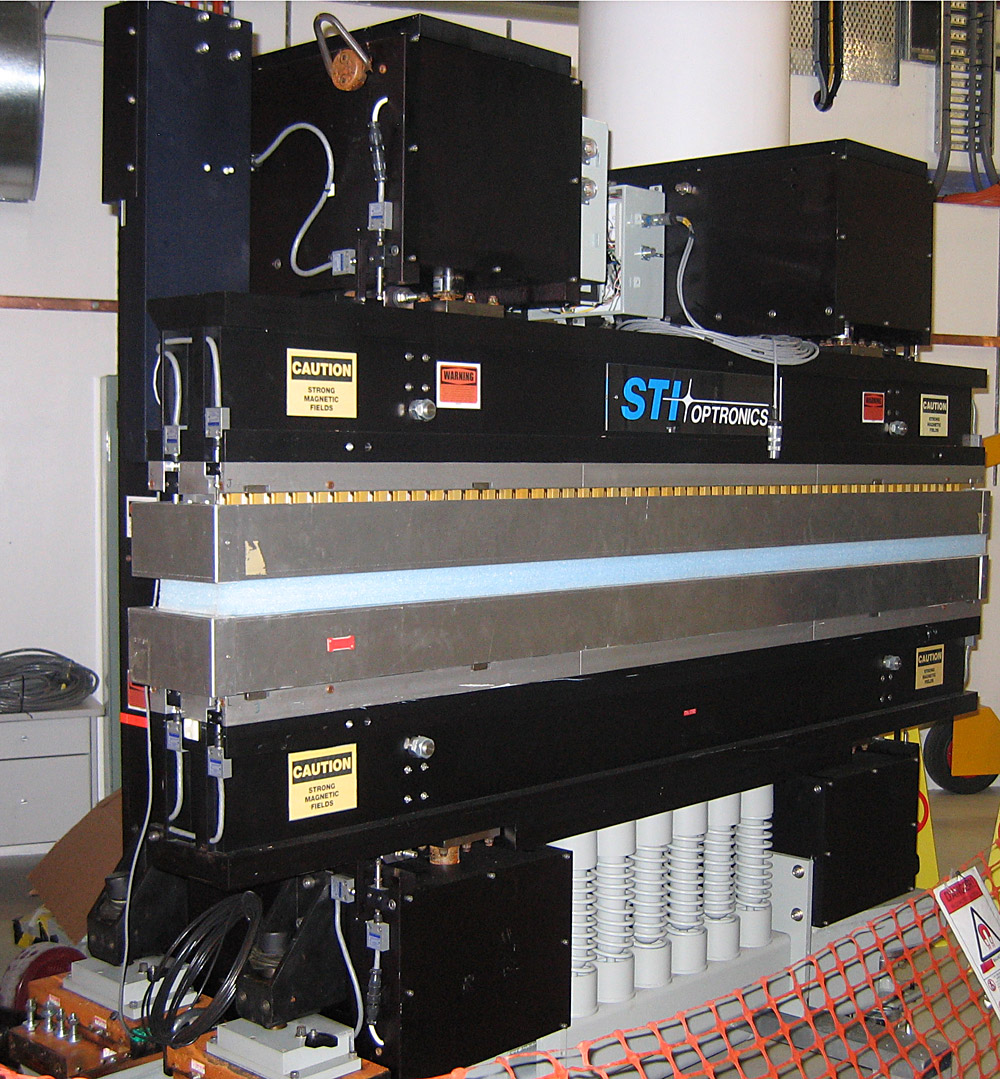
Ондулятор для Австралийского синхротрона

Как и вигглер, ондулятор представляет собой магнит с переменным в пространстве поперечным магнитным полем. Его можно представить себе как последовательность коротких дипольных магнитов, полярность каждого следующего из которых противоположна предыдущему. Ондулятор устанавливается в прямолинейный промежуток электронного синхротрона, и ультрарелятивистский пучок проходит в нём по извилистой траектории, близкой к синусоиде, излучая фотоны в узкий конус вдоль оси пучка. Вводится так называемый коэффициент ондуляторности:
{\displaystyle K={\frac {eB\lambda _{u}}{2\pi m_{e}c}}\simeq 0.965\cdot B(T)\cdot \lambda _{u}(cm),}
где e — заряд электрона, B — магнитная индукция, {\displaystyle \lambda _{u}} — период ондулятора вдоль оси пучка, {\displaystyle m_{e}} — масса электрона, c — скорость света в вакууме. При {\displaystyle K\geq 1} амплитуда колебаний электронов велика, излучение некогерентно, мощность излучения пропорциональна числу периодов ондулятора {\displaystyle I\propto N}, устройство называется вигглером. При малых амплитудах колебаний и малом параметре ондуляторности {\displaystyle K\leq 1} излучение становится когерентным, а его мощность {\displaystyle I\propto N^{2}}. Этот случай соответствует, собственно, ондулятору.

## Свойства ондуляторного излучения
Ондуляторное излучение по своей природе близко к синхротронному излучению. Различие между этими двумя типами излучения определяется только эффективной длиной траектории, на которой они формируются. 
Длина волны ондуляторного излучения определяется выражением:
{\displaystyle \lambda ={\frac {\lambda _{u}}{2\gamma ^{2}}}(1+K^{2}/2+\gamma ^{2}\theta ^{2}),}
где {\displaystyle \theta } —  угол между направлением излучения и осью электронного пучка, {\displaystyle \gamma } — релятивистский фактор.
{\displaystyle \gamma \equiv {\frac {1}{\sqrt {1-v^{2}/c^{2}}}},}
где v — скорость пучка электронов, c — скорость света в вакууме.
Минимальная длина волны, таким образом, излучается под нулевым углом, и для характерных параметров {\displaystyle \lambda _{u}} ~ 1 см, {\displaystyle \gamma } ~ 3000, {\displaystyle \lambda _{min}={\frac {\lambda _{u}}{2\gamma ^{2}}}} ~ 10 Å.